# Cirrhicera cinereola
Cirrhicera cinereola là một loài bọ cánh cứng trong họ Cerambycidae.